# Escharella incudifera
Escharella incudifera är en mossdjursart som beskrevs av Gordon 1984. Escharella incudifera ingår i släktet Escharella och familjen Romancheinidae. Inga underarter finns listade i Catalogue of Life.